# خوزه فرناندو کوادرادو
خوزه فرناندو کوادرادو (اسپانیایی: José Fernando Cuadrado‎؛ زادهٔ ۱ ژوئن ۱۹۸۵) بازیکن فوتبال اهل کلمبیا است.
از باشگاه‌هایی که در آن بازی کرده‌است می‌توان به باشگاه ورزشی دیپورتیوو کالی اشاره کرد.